# Chhatrapati Shivaji Terminus
De Chhatrapati Shivaji Terminus (officieel Chhatrapati Shivaji Maharaj Terminus (CSMT), tot in 1995 Victoria Terminus) is een spoorwegstation in Mumbai. Het heeft 18 perrons en is een van de drukkere treinstations in India. Het gebouw dient tevens als hoofdkwartier voor de Indiase Central Railway (CR). Daarnaast sluit het aan op het netwerk van de Mumbai Suburban Railway.

## Architectuur
Het gebouw werd uitgewerkt door de Britse architect Frederick William Stevens op basis van een ontwerp van Axel Haig. Stevens ontwierp ook gebouwen voor de Universiteit van Mumbai. De bouw startte in 1878 en het werd opgeleverd in 1888. Het ontwerp bestaat uit een mix van Italiaanse neogotiek plus victoriaanse en Indische bouwstijlen. De binnenkant werd ingericht door studenten van de Bombay School of Art. Mogelijk liet de architect zich inspireren door station London St Pancras International in Londen. Het wordt gezien als een van de mooiste stations ter wereld.

## Geschiedenis
De eerste trein in India reed in 1853 van het treinstation Bori Bunder in toen nog Bombay naar het ten noordoosten van de stad gelegen Thane.
Vanaf ongeveer 1888 werd er op de locatie van het station Bori Bunder een compleet nieuw station gebouwd. Het station werd ontworpen door de Britse architect Frederick William Stevens. Toen het gebouw in 1897 werd geopend stond het symbool voor de technologische vooruitgang van India. Het werd hernoemd naar de Britse Koningin Victoria.
In 1996 werd het gebouw hernoemd naar de 17e-eeuwse Marathakoning Shivaji. Sinds 2004 staat het op de Werelderfgoedlijst van UNESCO.
Op 26 november 2008 werd het station doelwit in een reeks terroristische aanslagen, waarbij ongeveer 175 doden en enkele honderden gewonden vielen.

## Galerij

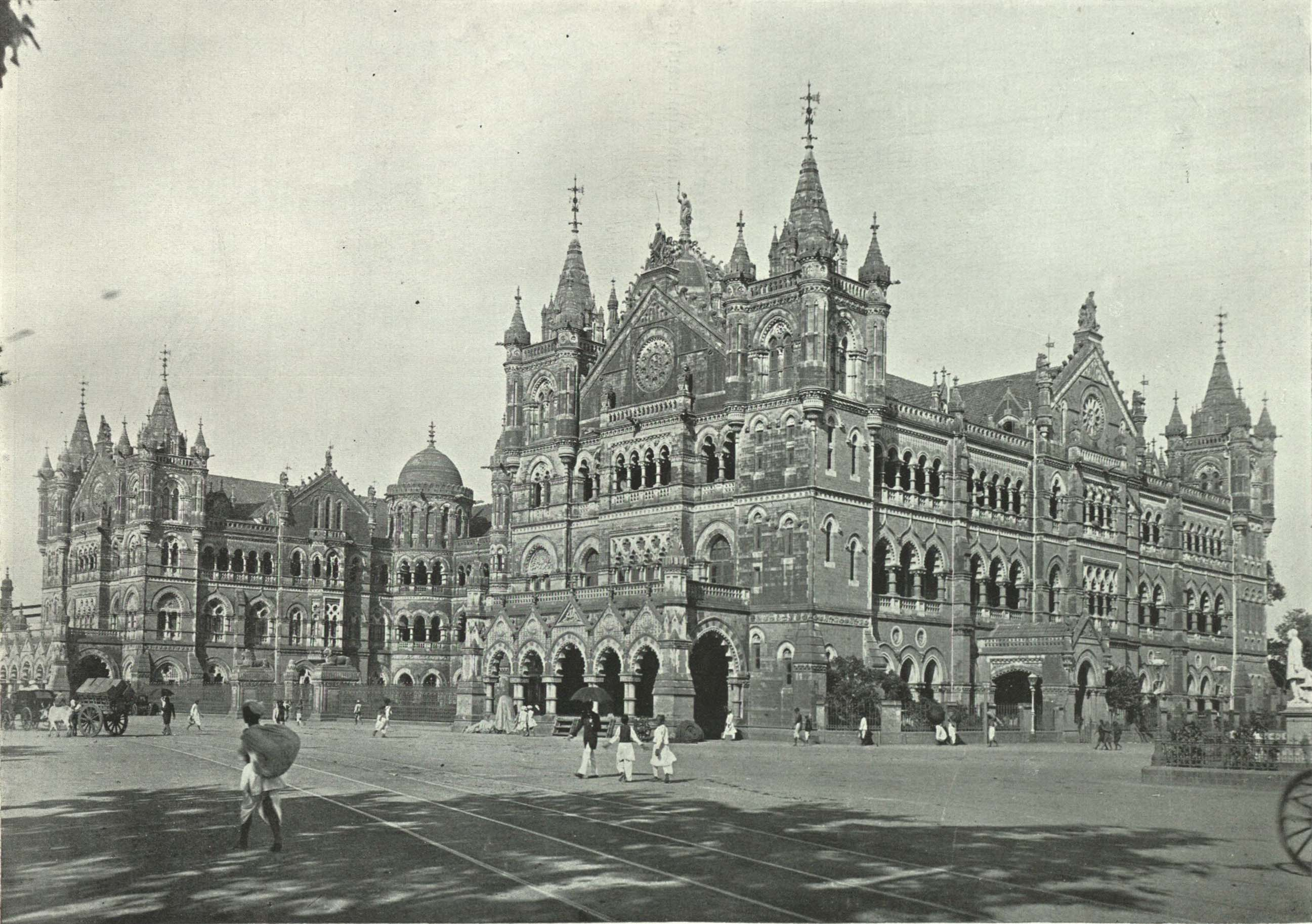
Victoria Terminus (1905)
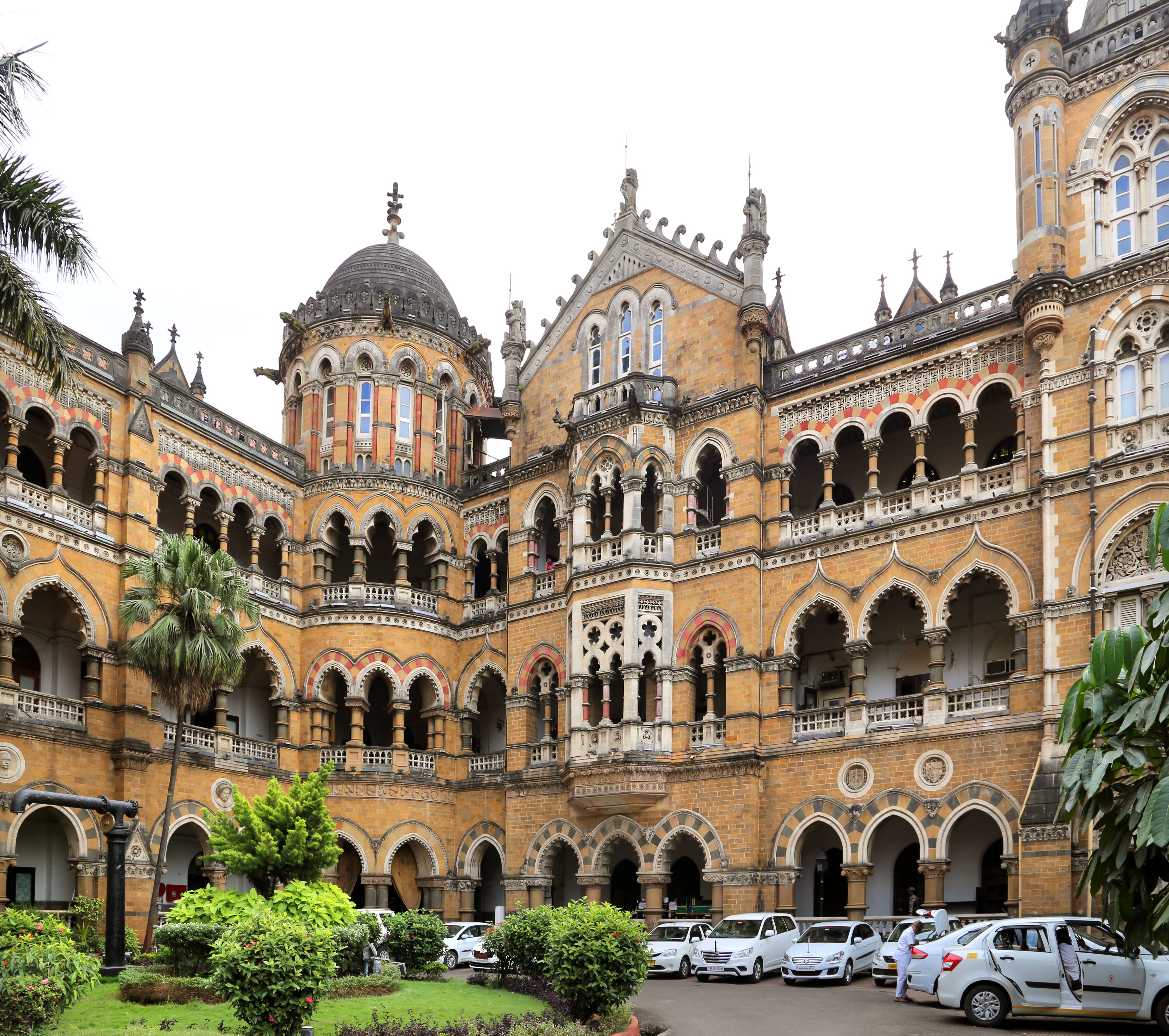
Rechtervleugel
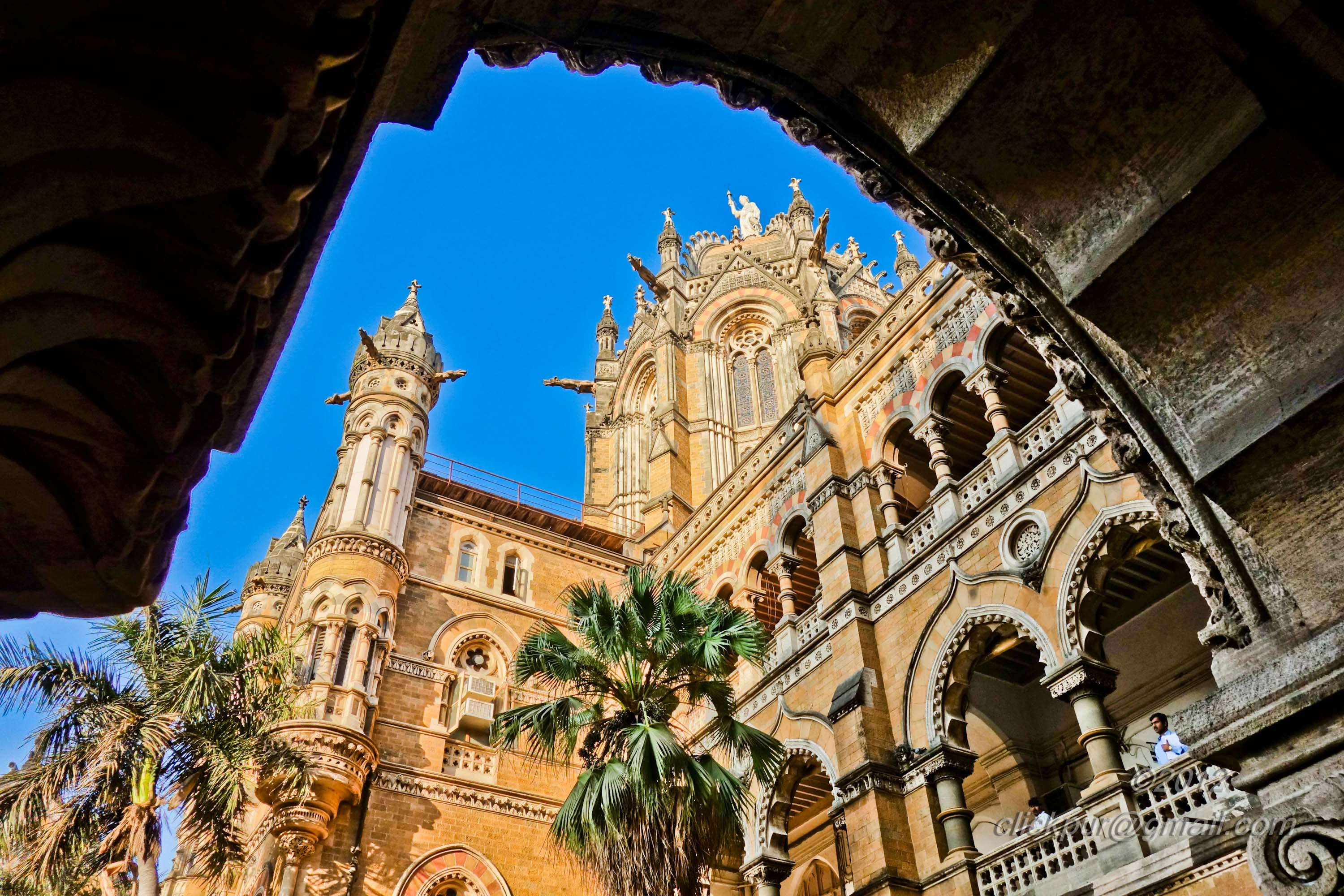
Detail
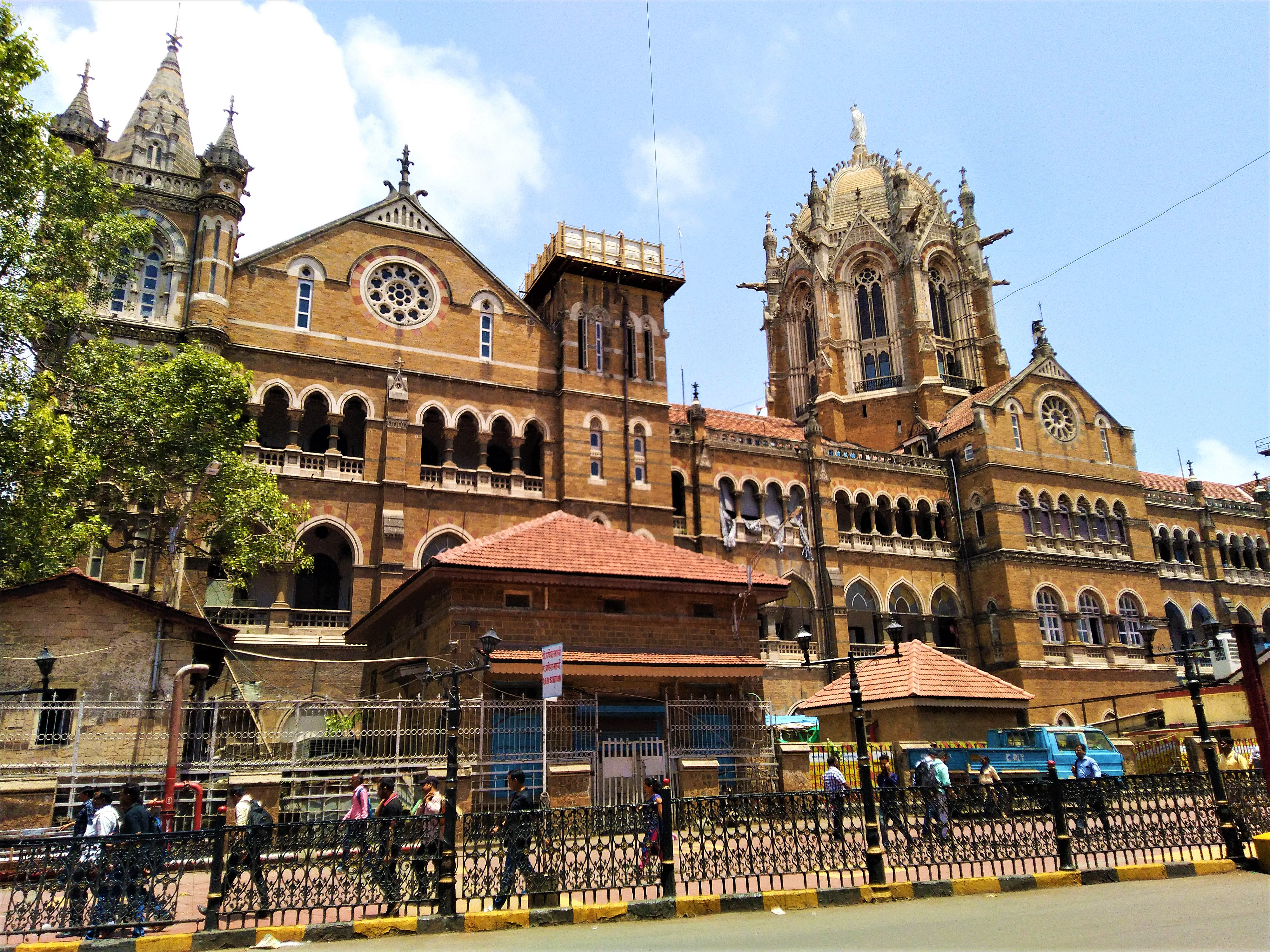
Achterzijde
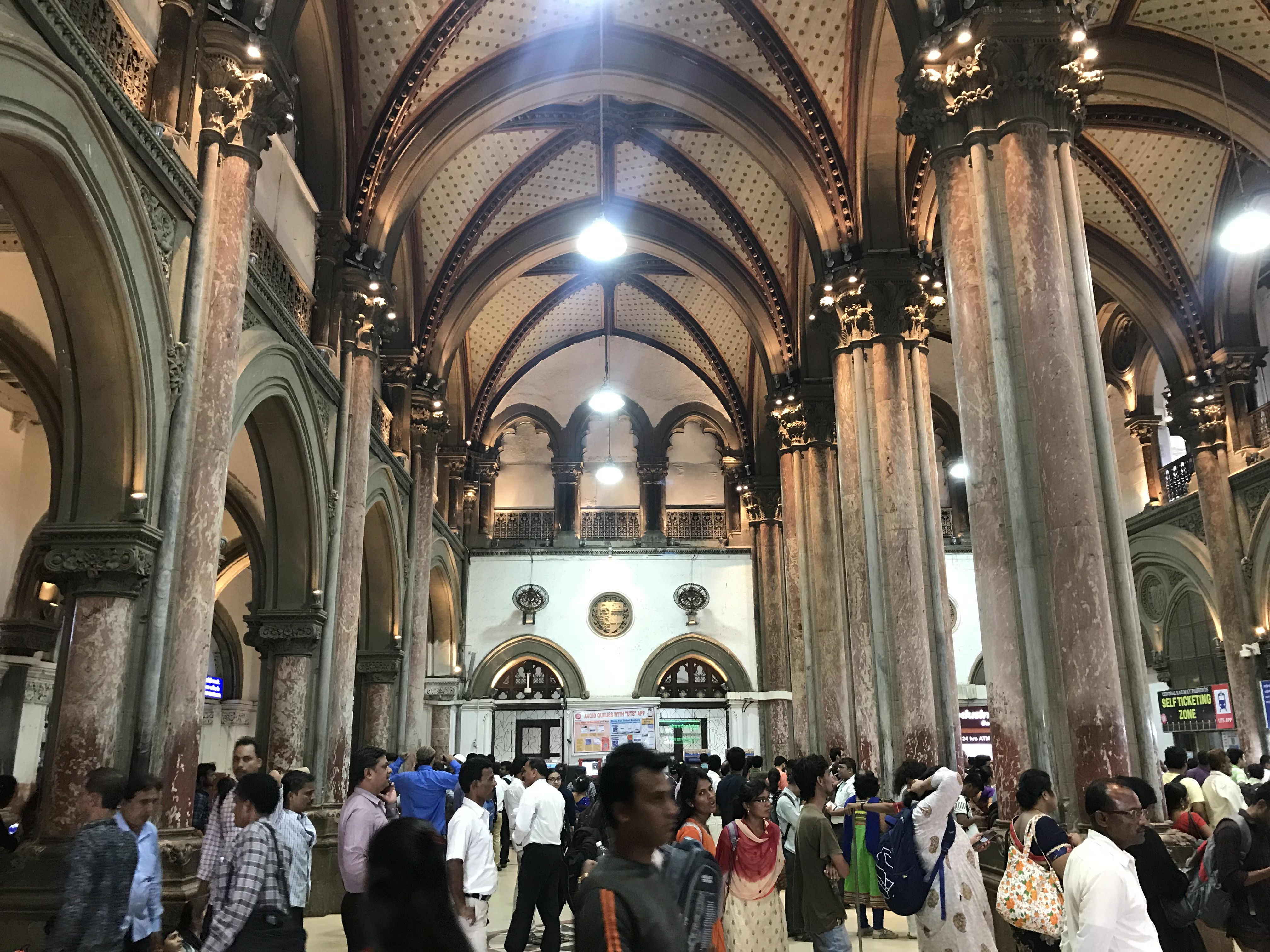
Interieur
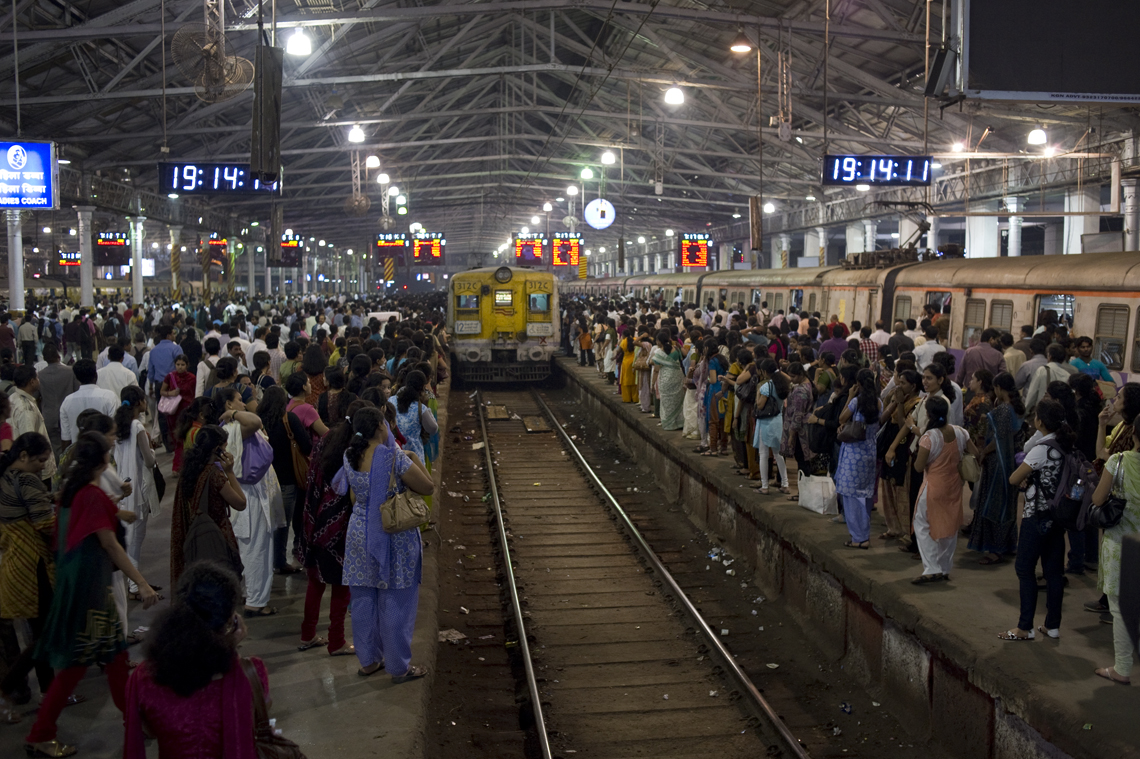
Perrons